# 張杰得獎與提名列表
本條目列舉中华人民共和国歌手張杰在音樂、媒體上的歷年得獎與提名列表。

## 音乐荣誉
- 2003年

| 颁奖典礼                           | 所获奖项   |
| 2003 Anycall校园新空气全国歌手大赛 | 全国总亚军 |

- 2004年

| 颁奖典礼                                       | 所获奖项       |
| 2004 湖南卫视《金鹰之星“艺星制造2”偶像歌手大赛 | 全国总决赛15强 |
| 2004 东方卫视《我型我秀》全国歌手大赛          | 全国总冠军     |

- 2005年

| 颁奖典礼                        | 所获奖项   |
| 第5屆馬來西亞全球華語歌曲排行榜 | 最佳新人獎 |
| 香港TVB8金曲榜頒獎典禮          | 金獎       |
| 第3屆天地英雄榜頒獎典禮         | 新人獎     |

- 2006年

| 颁奖典礼                     | 所获奖项                 |
| 第12届全球华语音乐榜中榜     | 内地传媒大奖             |
| 第10屆无锡七彩華語歌曲排行榜 | 最受歡迎新人獎           |
| “9+2廣州音樂先鋒”            | 最受歡迎新人獎           |
| 第13屆上海東方風云榜         | 十大金曲獎《北斗星的爱》 |

- 2007年

| 颁奖典礼                 | 所获奖项                            |
| 湖南卫视《2007快乐男声》 | 成都赛区冠军（短信票数157755票）    |
| 湖南卫视《2007快乐男声》 | 全国总决赛殿军（短信票数1031715票） |
| 湖南卫视《舞动奇迹》     | 亚军（VS杨思琦搭档）                |

- 2008年

| 颁奖典礼                | 所获奖项                           |
| 第5頻道原創新聲榜       | 新聲金曲獎                         |
| 中國歌曲排行榜          | 2008年度第一季金曲獎《最美的太陽》 |
| 中國歌曲排行榜          | 2008年度第四季金曲《明天過後》     |
| 第6屆特步東南勁爆音樂榜 | 最受歡迎男歌手獎                   |
| 第4屆BQ紅人榜           | 最佳專輯獎《明天過後》             |

- 2009年

| 颁奖典礼                | 所获奖项                                                         |
| 北京流行音樂頒獎典禮    | 年度金曲獎《明天過後》                                           |
| 百度娛樂沸點            | 2008年度十佳金曲獎《明天過後》                                   |
| 2008年度中国TOP排行榜   | 内地最受欢迎男歌手、年度金曲奖《天下》                           |
| 香港TVB勁歌王           | 內地最受歡迎男歌手獎 年度金曲獎《明天過後》 內地傑出青年男歌手獎 |
| 中國歌曲排行榜          | 第一季度金曲獎《我們都一樣》 第二季度金曲獎《恆星流星》          |
| 第7屆特步東南勁爆音樂榜 | 最受歡迎男歌手獎 年度十大金曲獎《勿忘心安》                      |

- 2010年

| 颁奖典礼                             | 所获奖项                                                           |
| 中國歌曲排行榜                       | 第三季度金曲獎《勿忘心安》 第四季度金曲獎《看月亮爬上來》          |
| 百度娛樂沸點                         | 最具人氣偶像獎                                                     |
| 中國歌曲排行榜                       | 年度內地最受歡迎男歌手 中歌榜金曲獎獎《看月亮爬上來》              |
| 音樂先鋒榜                           | 最受歡迎男歌手 最具網絡人氣男歌手獎 年度先鋒金曲獎《看月亮爬上來》 |
| 第3屆城市之音至尊金榜                | 2009年度冠軍王《穿越三部曲》 2009年度Top20單曲獎《看月亮爬上來》   |
| 中国蒙牛酸酸乳Musicradio排行榜頒獎禮 | 最受歡迎男歌手獎 內地年度金曲獎《穿越人海》 點播冠軍獎《穿越人海》 |
| 第12屆韩国Mnet Asian Music Awards    | 亞洲之星大獎                                                       |
| 第八届东南劲爆榜颁奖礼               | 内地最受欢迎男歌手 十大金曲奖 《穿越人海》                         |
| 香港TVB8金曲奖                       | 内地观众最爱男歌手 十大金曲奖 《看月亮爬上来》                     |

- 2011年

| 颁奖典礼                                | 所获奖项                                                                 |
| 百度娛樂沸點2010年度盤點                | 最熱門內地男歌手獎 最熱門內地十大金曲獎《這，就是愛》                    |
| 北京流行音樂典禮中國歌曲排行榜          | 內地最受歡迎男歌手獎 年度金曲獎《這，就是愛》                            |
| 雪碧中國原創音樂流行榜音樂盛典          | 內地最受歡迎男歌手獎 年度金曲獎《这，就是爱》                            |
| 第四届城市之音至尊金榜                  | 年度至尊金榜冠军王 年度空中热播单曲《这，就是爱》                        |
| 第一届全球流行音樂金榜點播冠軍          | 年度金曲冠军奖《這，就是愛》                                             |
| 中国蒙牛酸酸乳Musicradio中國TOP排行榜   | 最受歡迎男歌手獎 度點播冠軍歌曲奖《這，就是愛》 年度金曲獎《这，就是爱》 |
| 第8屆SONY高清杯頒獎典禮                 | 大型綜合節目類一等獎《這就是愛》                                         |
| 第8屆香港勁歌王金曲金榜年度總選頒獎典禮 | 內地最受歡迎男歌手獎 內地傑出青年歌手獎 國語最暢銷唱片大獎               |

- 2012年

| 颁奖典礼                                       | 所获奖项                                                                                               |
| 2011年度北京流行音樂典禮中國歌曲排行榜頒獎盛典 | 內地最受歡迎男歌手獎 年度金曲獎《第一夫人》                                                            |
| 中國雪碧原創音樂流行榜頒獎典禮                 | 最受歡迎內地男歌手獎 年度內地金曲獎《火鳥》 IN彩鈴獎《火鳥》                                           |
| 第五届城市之音至尊金榜                         | 年度至尊金榜冠军王 TOP20单曲奖《最接近天堂的地方》                                                     |
| 第16屆全球華語榜中榜頒獎盛典                   | 內地最受歡迎男歌手獎                                                                                   |
| 中國Music Radio Top排行榜頒獎盛典              | 年度內地最受歡迎男歌手獎 2011年度內地最受歡迎唱片獎《最接近天堂的地方》 年度金曲獎《最接近天堂的地方》 |
| 第2屆全球流行音樂金榜                          | CITY FM城市之音年度推崇大獎 年度二十大金曲獎《最接近天堂的地方》                                       |
| 2012年華語咪咕榜中榜勵志金曲盛典               | 最佳愛心勵志男歌手獎 最受歡迎青春勵志金曲獎《高飛》                                                    |
| 百度沸點&百度音樂十週年盛典                    | 百度音樂十年至尊人氣偶像獎                                                                             |
| 第6屆中國咪咕匯移動無線音樂盛典                | 年度最暢銷專輯大獎《最接近天堂的地方》 年度最暢銷抒情金曲獎《秋天的童話》                              |
| 第11屆精神文明五個一工程                       | 作品獎《風華正茂》                                                                                     |
| 中國歌曲排行榜頒獎盛典                         | 內地最受歡迎男歌手獎 年度金曲獎《One chance》                                                          |

- 2013年

| 颁奖典礼                          | 所获奖项                                                                                |
| 第17屆全球華語榜中榜              | 內地最受歡迎男歌手獎、Channel 【V】勁爆歌手獎 中榜年度十大金曲獎-最佳翻唱金曲獎《天空》 |
| 中國Music Radio Top排行榜頒獎盛典 | 內地最佳男歌手獎 內地最佳舞台演繹獎 年度金曲獎《天空》                                  |
| 第六届城市至尊音乐盛典            | 年度城市至尊音乐榜年度听众最爱男歌手                                                    |
| 首届大众音乐榜                    | 大众华语最佳男歌手奖                                                                    |
| 深圳卫视“青春的选择-2013年度盛典” | 最受欢迎男歌手奖                                                                        |
| 第七届无线音乐盛典                | 内地最受欢迎男歌手奖                                                                    |

- 2014年

| 颁奖典礼                         | 所获奖项                                           |
| 2013年度中国TOP排行榜            | 最佳男歌手 年度最受欢迎唱片《爱，不解释》          |
| 第十八届全球华语榜中榜颁奖盛典   | 内地最受欢迎男歌手 最佳音乐录影带 《爱，不解释》   |
| 2013年度中国TOP排行榜            | 内地年度最佳金曲 《爱，不解释》                    |
| 第十四届音乐风云榜年度盛典       | 内地最受欢迎男歌手、飞跃大奖                       |
| 第四届全球流行音乐金榜           | MusicRadio音乐之声年度点播冠军 《爱，不解释》      |
| 第21届东方风云榜颁奖盛典         | 华语五强最受欢迎内地歌手奖 年度十大金曲 《他不懂》 |
| 马来西亚劲爆30排行榜年度总选2013 | 年度十大专辑《那些和我们打过招呼的爱情》           |
| 马来西亚劲爆30排行榜年度总选2013 | 年度30大金曲 《突然想爱你》                        |
| 全美音樂獎                       | 非常规奖项                                         |

- 2015年

| 颁奖典礼                           | 所获奖项                                                                 |
| 2014中国校园文艺榜中榜             | 年度最受青少年喜爱的男歌手奖 年度榜样艺人奖                              |
| 2014微音乐年度音乐榜               | 杰出歌王 年度人气流行音乐 年度人气翻唱歌曲                               |
| 2015QQ音乐年度盛典                 | 内地最受欢迎男歌手奖 年度最具影响力演唱会                                |
| 第22届东方风云榜音乐盛典           | 最佳男歌手 亚洲人气歌手 年度十大金曲奖 剑心                              |
| 第19届全球华语榜中榜亚洲影响力大典 | 内地最受欢迎男歌手 榜中榜最具人气演唱会 “为爱逆战”巡回演唱会             |
| 2015酷音乐亚洲盛典                 | 现场人气歌手 年度最佳歌手 最佳演唱会 “为爱逆战”巡回演唱会                |
| 第十五届全球华语歌曲排行榜颁奖礼   | 最佳男歌手 五大最受欢迎男歌手 金曲奖《剑心》 最受欢迎对唱金曲 《燕归巢》 |

- 2016年

| 颁奖典礼                             | 所获奖项                                                                             |
| 第23届东方风云榜音乐盛典             | 最佳男歌手 亚洲杰出歌手奖 动感101年度金曲 年度十大金曲奖 《燕归巢》、《My sunshine》 |
| 第二届酷音乐亚洲盛典                 | 年度最佳歌手（内地） 年度最佳影视歌曲奖 《一念之间》                                 |
| 2016全球流行音乐年度盛典             | 年度最佳电视剧主题曲 《My Sunshine》                                                 |
| 第20届全球华语榜中榜暨亚洲影响力大典 | 内地最受欢迎男歌手奖 Channel V年度电影金曲 一念之间                                  |

## 社会荣誉
- 2008-02-02 成都市青年联合会 - 委员[2]
- 2008-08-08 北京2008奥运会圣火传递 - 成都站火炬手[3]
- 2008-09-10 “传播百年奥运精神爱心行动慈善大奖”- 最佳慈善魅力新人奖
- 2010-04-10 亚洲博鳌论坛 - 亚洲娱乐圈中国歌手代表奖[4]
- 2010-08-07 “光荣绽放”四川地方名片 -“成都名片”
- 2010-12-07 2010全民公益行动系列活动 - 中国扶贫基金会“全民公益爱心个人”[5]
- 2011-01-07  国家非物质文化遗产之一“新繁棕编”- 形象大使[6]
- 2011-05-04 中华全国青年联合会“首届中国十大网络杰出青年”-十佳网络杰出青年奖[7]
- 2011-08-07 第26届世界大学生运动会 - 城市火炬传递深圳站70号火炬手[8]
- 2011-09-28 “奋进新都”- 十大影响力人物[9]
- 2012-05-01 中国青少年研究中心“中国少年儿童的榜样抽样调查”-少年儿童的榜样排第7名、少年儿童偶像排第3名[10]
- 2012-05-27 2012年第四届“嫣然天使基金慈善盛宴”- 嫣然之星[11]
- 2012-12-09 中国儿童慈善奖-突出贡献奖[12]
- 2012-12-29 2012年度青春励志人物百名候选名单提名 （提名）
- 2013-05-19 2013中国慈善名人榜 - 第22位[13]